# Videna pagodula
Videna pagodula é uma espécie de gastrópode da família Zonitidae.
É endémica de Palau.